# Манастир Рибница у Паштрићу
Манастир Рибница се налази у Паштрићу, на територији општине Мионица, заједно са старом школом представља непокретно културно добро као споменик културе од великог значаја.

## Историја
Манастирска црква посвећена је Светим Апостолима Петру и Павлу. Најстарији помен рибничког манастира, претвореног 1832. године у мирску цркву, потиче из 1657. За време Кочине крајине црква је спаљена, да би током 19. века била у више наврата обнављана. Од којих је за последњу обнову 1823. године заслужан кнез Јовица Милутиновић. Доласком монаха Арсенија Јовановића за старешину, 17. децембра 2017. године, Манастир Рибница је поново постао активни мушки манастир.
Код ове цркве су сахрањени кнез Рака Тешић (1823) и његов син мајор Никола Ракић (1854).

## Манастирска црква, данас
Данашња црква саграђена је 1909. године, према пројекту архитекте Светозара Ивачковића. Основе је уписаног грчког крста, са пространом олтарском апсидом, споља тространом, а изнутра полукружном и наглашеним просторима за ђаконикон и проскомидију. На западној страни је несразмерно мала припрата са две нише, од којих је у једној смештено степениште кружне основе које води на галерију. У оригиналној верзији црква је имала куполу. Главни портал је наглашен тремом са два стуба спојена луком. Црква је изведена од опеке и омалтерисана. Декорација фасада постигнута је наизменичним хоризонталним тракама, црвене и жуте боје.